# Carragh Bhan

Hellrot das Herrschaftsgebiet von King Orry, Ende des 11. Jahrhunderts

Der Carragh Bhan ist ein Menhir (englisch Standing Stone), der westlich des Loch nan Gabhar nahe Kintra steht. Nach der lokalen Überlieferung soll er das Grab von König Godred Crovan (gest. 1095) auf Islay, der südlichsten Insel der Inneren Hebriden in Schottland, markieren. Der 2,3 m hohe und an der Basis 0,5 m dicke Stein steht etwas schief, etwa 20 m neben der Straße nach Port Ellen.

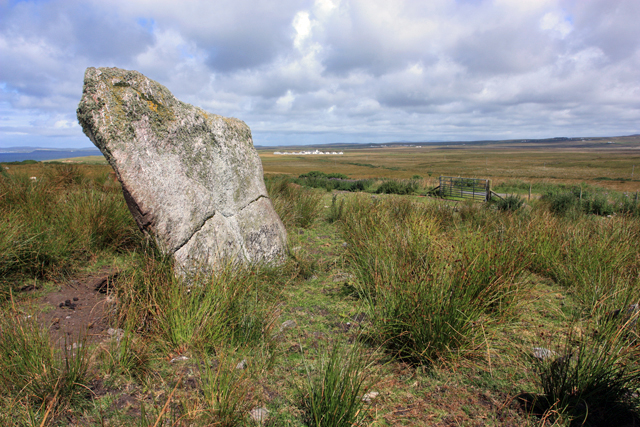
Carragh Bhan

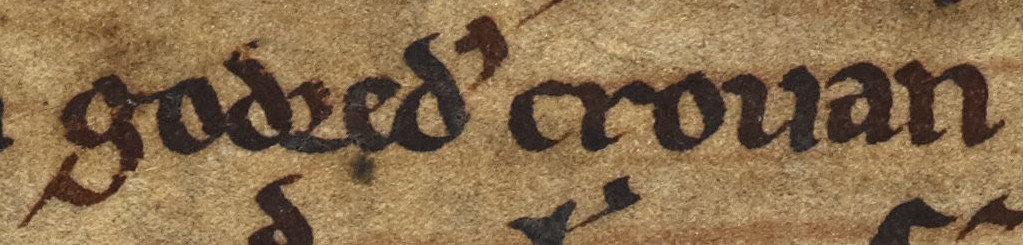
Namenszug in einem mittelalterlichen Manuskript

Die Bodenerosion hat in der Nähe zwei Steinstümpfe freigelegt. Beide haben einen Querschnitt von 0,8 mal 0,2 Meter und sind 0,3 m hoch. Zusammen mit einer teilweise begrabenen Platte von 0,5 m mal 0,4 m liegen sie um den Hauptstein, ihre Verbindung ist unklar.
Godred Crovan war von 1079 bis 1094 Herrscher des Königreich der Inseln (siehe Karte).
Auf der Isle of Man erscheint er in Überlieferungen als "King Orry".